# Ümit Korkmaz
Ümit Korkmaz (Wenen, 17 september 1985) is een Oostenrijks voetballer (middenvelder) van Turkse afkomst die sinds 2008 voor de Bundesliga vereniging Eintracht Frankfurt uitkomt.

## Interlandcarrière
Korkmaz speelde sinds 2008 tien interlands voor de Oostenrijkse nationale ploeg. Onder leiding van bondscoach Josef Hickersberger maakte hij zijn debuut op 27 mei 2008 in de vriendschappelijke thuiswedstrijd tegen Nigeria (1-1). Hij viel in dat duel na 61 minuten in voor Christian Fuchs.

## Erelijst
Rapid Wien
- Bundesliga

2008